# Orchestra sinfonica di stato della Repubblica Popolare Democratica di Corea
L'Orchestra sinfonica di stato della Repubblica Popolare Democratica di Corea (조선국립교향악단?) è la sola orchestra sinfonica di musica occidentale presente in Corea del Nord ed il primo gruppo artistico ad essere fondato qui.

## Storia
Il complesso nacque l'8 agosto 1946 con il nome di Orchestra Sinfonica Centrale. Nel gennaio del 1947, aumentò il numero dei musicisti e venne incorporata nel Teatro di Stato delle arti l'anno successivo.  L'orchestra non solo ha suonato in molti concerti ma si è anche esibita in balletti e opere tra cui la prima grande opera nella penisola coreana, Comandanti del popolo composta da Sun-Nam Kim.
L'orchestra divenne indipendente nel 1956 e nel 1969 si unì all'Orchestra dello Studio (nord) Coreano dell'Arte Cinematografica e iniziò a registrare colonne sonore. Il complesso verrà nuovamente incorporato nella Compagnia Operistica del Mare di Sangue nel 1971.
Negli anni settanta, l'orchestra si è esibita per la prima volte sulle note di famose sinfonie orchestrali nordcoreane come Arirang e Pibada.
Il complesso divenne completamente indipendente del 1980 e adottò il suo nome attuale. Nel 1982, l'orchestra suono l'opera  Exemplum, in memoriam Kwangju di Isang Yun per la prima volta in Corea del Nord in presenza dello stesso compositore. L'orchestra si esibì in Polonia nel 1986, ottenendo critiche positive, e in seguito anche in Bulgaria, Romania, Germania Est, Cina, Unione Sovietica e Giappone.
L'orchestra ha ricevuto nel maggio del 2004 la Medaglia Kim Il-sung, la più alta onorificenza nordcoreana.

## Repertorio, botteghino e direttori d'orchestra
L'orchestra Sinfonica di Stato è l'unica di stampo occidentale attiva in Corea del Nord, anche se include musicisti specializzati negli strumenti aerofoni tipici del folklore coreano, solisti, singoli cantanti e compositori. Il repertorio è costituito al 70% da musica nordcoreana e il 30% da musica occidentale. Spesso si esibisce non solo senza il direttore d'orchestra ma anche senza alcun spartito, suonando opere complicate come le sinfonie di Gustav Mahler. Si esibiscono principalmente nella sala da concerti del teatro Moranbong di Pyongyang.
Dal 1969, il principale direttore dell'orchestra di stato è Byeong-Hwa Kim ma ha avuto l'occasione di farsi dirigere da Jeong-Gyun Kim (direttore principale associato), Ho-Yun Kim (direttore principale associato), Gwang-Seong Choi (direttore associato), Mun-Yeong Heo (direttore associato) e altri direttori occasionali come Il-Jin Kim, Yeong-Sang Han, Jeong-Rim Jo, Jun-Mu Lee, Hong-Jae Kim e Francis Travis.  Il primo violino dell'Orchestra di Stato è Gi-Hyeok Choi.

## Collaborazioni con artisti sudcoreani
Nel 1998, l'Orchestra sinfonica eseguì Arirang facendosi dirigere dal sudcoreano Beom-Hun Park durante il 'Concerto di Riunificazione Isang Yun'. Due anni dopo, l'Orchestra visitò la Corea del Sud per la prima volta, dove suonarono due propri concerti con l'Orchestra Sinfonica KBS a Seul. Nel 2002, i due gruppi si incontrarono a Pyongyang e suonarono ancora una volta insieme, dove l'Orchestra nordcoreana si esibì con il famoso soprano Sumi Jo, il violoncellista Han-na Chang e altri artisti della Corea del Sud.

## Discografia
L'orchestra sinfonica di stato ha inciso due CD contenenti le opere orchestrali, da camera e corali di Isang Yun attraverso la compagnia giapponese Camerata negli anni ottanta. A partire dal 2000, hanno prodotto la propria serie di CD tramite la Kwangmyong Music Company (KMC), l'unica etichetta musicale della Corea del Nord, e fino al 2003 hanno inciso soltanto opere nazionali.
Nel 2005, hanno registrato la Sinfonia n.7 di Šostakovič per il loro quindicesimo album con la KMC. Era sottotitolato con "Musica Straniera Vol.1 (외국음악집 1)". Non è stato soltanto il primo CD contenente solo musica occidentale ma anche il più lungo.